# Рейлан Гивенс
Рейлан Гивенс (англ. Raylan Givens) — вымышленный персонаж, созданный американским писателем и сценаристом Элмором Леонардом. Гивенс — современный маршал США, обладающий многими чертами классического законника из вестернов. Рейлан Гивенс является второстепенным героем романов Леонарда «Пронто» (1993) и «Именем закона» (1995), а также главным героем рассказа «Огонь в норе» (2001). Последний послужил основой для телевизионного сериала «Правосудие», в котором Гивенс также является центральным персонажем. Успех сериала подтолкнул Леонарда написать роман «Рейлан», изданный в 2012 году.
В романе «Пронто» Гивенсу около сорока, он худой и стройный, постоянно носит ковбойскую шляпу. В романе белая шляпа Рейлана выглядит как шляпы фирмы Стетсона на далласских полицейских, которые сопровождали Ли Харви Освальда в момент его убийства. Гивенс — уроженец маленького шахтёрского городка Харлан в Кентукки. Он — отличный стрелок, ранее бывший инструктором по стрельбе в школе федеральных агентов в Глинко. Хотя Рейлан старается решать конфликты миром, он не гнушается стрелять, если это необходимо, причём благодаря хорошей интуиции он часто предвидит намерения своих противников и стреляет первым. Маршал Гивенс обладает хорошими манерами, почтителен с женщинами, в разговоре демонстрирует определённую сдержанность.
В телевизионной адаптации романа «Пронто», вышедшей на экраны в 1997 году, маршала Гивенса сыграл Джеймс Легрос. Роль Рейлана в высоко оценённом сериале «Правосудие» принесла актёру Тимоти Олифанту номинацию на премию «Эмми» в 2011 году. Элмор Леонард назвал Олифанта одним из тех актёров, которые играют свою роль именно так, как задумал создатель персонажа. Олифант в образе Гивенса появился и на обложке романа «Рейлан». В 2011 году журнал GQ назвал Рейлана Гивенса самым стильным героем на телевидении.